# Боривоје Јовановић (глумац)
Боривоје Јовановић (Књажевац, 1918- 1986) био је српски глумац. Најпознатији је по улози Јаретовог оца из серијала Камионџије (1973—1984), где су главне улоге тумачили Миодраг Петровић Чкаља и Павле Вуисић.

## Филмографија
|                   | 1950 ▼ | 1970 ▼ | 1980 ▼ | Укупно |
| ----------------- | ------ | ------ | ------ | ------ |
| Дугометражни филм | 1      | 3      | 3      | 7      |
| ТВ серија         | 0      | 2      | 1      | 3      |
| Укупно            | 1      | 5      | 4      | 10     |

| Год.       | Назив                          | Улога                      |
| ---------- | ------------------------------ | -------------------------- |
| 1950.-те ▲ |                                |                            |
| 1958.      | Рафал у небо                   |                            |
| 1970.-те ▲ |                                |                            |
| 1972.      | И Бог створи кафанску певачицу |                            |
| 1973.      | Камионџије                     | Јаретов отац               |
| 1973.      | Паја и Јаре                    | Јаретов отац               |
| 1975.      | Наивко                         | чувар музеја               |
| 1978.      | Повратак отписаних (ТВ серија) | конобар                    |
| 1980.-те ▲ |                                |                            |
| 1981.      | Краљевски воз                  | Рођо, железничар кушарџија |
| 1983.      | Тимочка буна                   |                            |
| 1984.      | Камионџије опет возе           | Јаретов отац               |
| 1984.      | Камионџије поново возе         | Јаретов отац               |